# رهسپار (آلبوم)
رهسپار یا وُیاژُر (به انگلیسی: Voyageur) آلبومی است که توسط پروژهٔ موسیقی، انیگما، خلق شده‌است. این آلبوم، پنجمین آلبوم انیگما است و در سال ۲۰۰۳ منتشر شد.
به دلیل تغییرات شدید انیگما در مقایسه با چهار آلبوم پیشین این پروژهٔ موسیقی، ویجر به عنوان متفاوت‌ترین آلبوم از این پروژه مطرح شد که تا کنون عرضه شده‌است. ویژگی‌های صدایی این گروه، مانند فلوت زدن با فلوت ژاپنی شاکوهاچی، آهنگ‌های ساده و کشیدهٔ کلیسایی، معروف به سرودهای گریگوری و آهنگ‌های قبیله‌ای که نمونهٔ بارز آن، آهنگ مشهور بازگشت به معصومیت از همین پروژه‌است و در آلبوم‌های پیشین این گروه به چشم می‌خوردند، در این آلبوم به‌طور کامل حذف شده بودند. در عوض، بیشتر آهنگ‌های این آلبوم مانند رهسپار، Boum-Boum (بوم‌بوم)، Incognito (ناشناس) و Look of Today (تیپ امروز) به سمت موسیقی پاپ جهت‌گیری کرده بودند. مایکل کرتو، مؤسس انیگما، گونهٔ موسیقی رهسپار را با واژهٔ پاپ تصنعی بیان کرد.
این آلبوم در بعضی نقاط دنیا با سیستم قفل گذاری عرضه شده‌است.

## ویرایش‌های آلبوم
رهسپار روی دیسک فشرده و کاست منتشر شد، در صورتی که جلد روی سی دی (طراحی شده توسط Johann Zambryski) دو گونهٔ متفاوت دارد:
- یک «بستهٔ مخصوص» همراه جلدی شفاف، با album art چاپ شده داخل قاب سی دی و تا حدی روی خود سی دی، و یک کتابچهٔ گرد که زیر سی دی قرار گرفته‌است.
- یک نسخهٔ عادی که به‌طور کامل با کاغذهایی پر شده (و پیدا کردن این نسخه نسبت به «بستهٔ مخصوص» دشوارتر است.

## لیست آهنگ‌ها
1. «From East to West» - (کرتو) - ۴:۱۰
2. "Voyageur" - (کرتو، جنز گد) - ۴:۳۶
3. "Incognito" - (کرتو) - ۴:۲۴
4. «Page of Cups» - (کرتو، گد) - ۷:۰۰
5. «Boum-Boum» - (کرتو) -
6. «Total Eclipse of the Moon» - (کرتو) - ۲:۱۶
7. «Look of Today» - (کرتو) - ۳:۴۴
8. «In the Shadow, In the Light» - (کرتو) - ۵:۳۳
9. "Weightless" - (کرتو) - ۲:۱۸
10. «The Piano» - (کرتو، گد) - ۳:۰۰
11. «Following the Sun» - (کرتو) - ۵:۴۸

## دست‌اندرکاران
- Ruth-Ann Boyle - صداهای اصلی (lead vocals) - (برای آهنگ‌های #۵ و #۱۱)
- Michael Cretu - سازندهٔ اثر، صداهای اصلی (lead vocals) - (برای آهنگ‌های #۶ و #۷ و #۹)
- Sandra Cretu - صداهای اصلی (lead vocals) - (برای آهنگ‌های ۲ و ۴)
- Andru Donalds - صداهای اصلی (lead vocals) - (برای آهنگ‌های ۳، ۵ و ۸)
- Jens Gad - گیتار
- Johann Zambryski - طراحی جلد

## جدول آماری
| Chart                 | Peak |
| --------------------- | ---- |
| اروپا                 | ۱۲   |
| Billboard Electronic  | ۱    |
| عربستان               | ۲    |
| یونان                 | ۳    |
| پرتغال                | ۴    |
| آلمان                 | ۶    |
| هلند                  | ۱۳   |
| ایتالیا               | ۱۷   |
| اتریش                 | ۱۹   |
| آرژانتین              | ۲۰   |
| سوئیس                 | ۲۹   |
| مجارستان              | ۲۹   |
| سوئد                  | ۳۱   |
| فرانسه                | ۳۲   |
| فنلاند                | ۳۴   |
| جمهوری چک             | ۳۹   |
| بلژیک                 | ۴۰   |
| UK                    | ۴۶   |
| دانمارک               | ۵۲   |
| کانادا                | ۶۱   |
| نروژ                  | ۷۱   |
| اسپانیا               | ۸۷   |
| USA Billboard Top ۲۰۰ | ۹۴   |

## دانستنی‌ها
- قبل از اینکه عنوان ویاژر برای اولین بار اعلام شود، شایعه شده بود که نام آلبوم، Incognito (ناشناس) خواهد بود.
- صدای همسرایی کردن اولین آهنگ مشهور انیگما، سادی (بخش اول) از آلبوم ام‌سی‌ام‌اکس‌سی ای.دی.، در زمان‌های ۲:۰۵ و ۲:۱۹ از آهنگ "Incognito" قادر به شنیده شدن هستند.